# Esposito Bros.

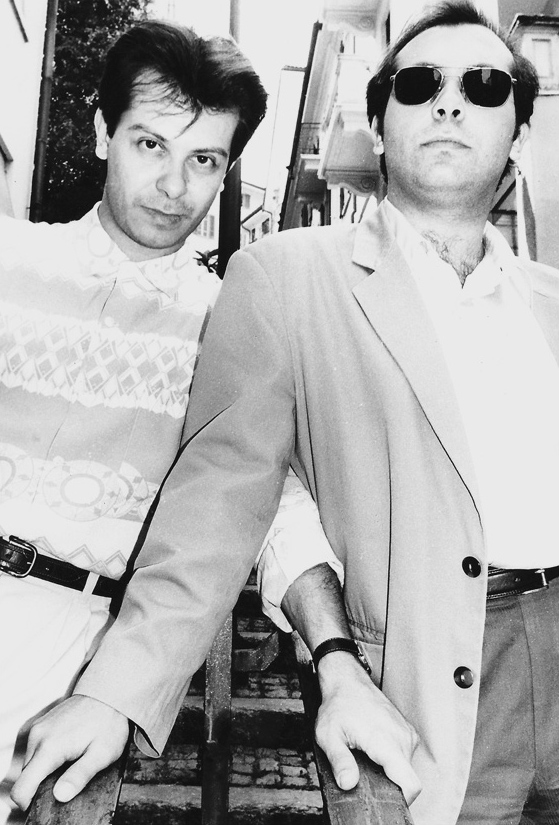
Nando e Denisio Esposito

Nando Esposito (Couvet, 20 maggio 1961) e
Denisio Esposito (Couvet, 23 gennaio 1964 – Foggia, 16 agosto 2024) sono due autori di fumetti italiani noti come Esposito Bros..

## Biografia
Dimostrano fin da piccoli una grande propensione per il disegno e per il fumetto, subendo una forte attrazione verso la scuola franco-belga. Nel 1974 rientrano in Italia e, dopo aver conseguito la maturità presso l'Istituto d'Arte di Foggia, città dove oggi vivono e lavorano, iniziano brevi collaborazioni presso agenzie pubblicitarie e giornali locali. Iniziano a collaborare presentando alla stessa casa editrice alcune tavole realizzate a quattro mani. Qui incontrano Carlo Chendi che li presenta ad Alfredo Castelli, il quale affida loro tavole di prova, mai pubblicate, per la serie in preparazione Zona X. Esordiscono comunque per la Sergio Bonelli Editore cominciando la loro lunga collaborazione che nel 1990 porta alla realizzazione della prima storia per la serie a fumetti Martin Mystère, Roncisvalle, pubblicata sugli albi n. 94, 95 e 96. Entrano poi anche nello staff della serie di fantascienza Nathan Never, per la quale creano la macchina del protagonista, il palazzo della polizia e la prima visione dei bassifondi della città a livelli. Nel 1995, contemporaneamente al lavoro per Nathan Never, realizzano l'episodio pilota della miniserie La stirpe di Elän, creando graficamente tutti i personaggi, gli ambienti e i vari mezzi volanti. Nel 2005 disegnano Il mistero di Lovecraft, una storia a fumetti sceneggiata da Alfredo Castelli uscita in allegato allo speciale 2005 di Martin Mystère, tratta dal film Il mistero di Lovecraft - Road to L.. Nel 2008 esordiscono su Zagor con Hawak il crudele e Fino all'ultimo respiro.